# Macropsia
La macropsia es un desorden neurológico que afecta la percepción visual, haciendo que los objetos sean percibidos más grandes de lo que son en realidad; siendo este síndrome inverso a la micropsia. Un claro ejemplo se ve en el cuento y la película de Disney "Alicia en el País de las Maravillas". Después de probar el hongo de Amanita muscaria que le ofrece la oruga, Alicia crece desproporcionadamente. Entonces, debido a que lo consumió, Alicia sufre de macropsia.

## Etiología
Causas de este desorden son las migrañas, en algunos casos por epilepsia o sustancias alucinógenas o drogas psicoactivas como LSD, hongos psilocibos o Amanita muscaria que es un tipo de hongo rojizo.